# Carmen Boza
Carmen Boza Tomillero (La Línea de la Concepción, 24 de julho de 1987) é uma cantora e compositora espanhola. Iniciou sua carreira divulgando versões de canções famosas em sua página oficial no YouTube, até conseguir assinar um contrato com a gravadora Warner Music Group. Em 2018, disponibilizou seu terceiro álbum de estúdio, La caja negra, que chegou ao segundo lugar na Productores de Música de España (PROMUSICAE) — principal tabela musical da Espanha.